# شولکا
شولکا (به لاتین: Shulka) یک منطقهٔ مسکونی در روسیه است که در باشقیرستان واقع شده‌است.